# Heinrich Wilhelm Krausnick
Heinrich Wilhelm Krausnick (ur. 30 marca 1797 w Poczdamie, zm. 14 grudnia 1882 w Berlinie) – niemiecki prawnik, dwukrotny nadburmistrz Berlina (1834–1848, 1851–1862).

## Życiorys
Heinrich Wilhelm Krausnick urodził się 30 marca 1797 roku w Poczdamie w rodzinie mistrza krawieckiego. Po ukończeniu nauki w przykościelnej szkole podstawowej, od 1806 roku kontynuował naukę w gimnazjum, które ukończył dzięki finansowemu wsparciu rodziny królewskiej. W 1815 roku wziął udział jako wolny jegier w kampanii francuskiej.
Od 1816 roku studiował prawo w Berlinie. Po złożeniu trzeciego egzaminu państwowego został w 1822 roku radcą prawnym (niem. Stadtjustizrat) w Berlinie a w 1826 roku radcą sądowym w sądzie wyższej instancji (niem. Oberlandesgerichtsrat) w Breslau. W 1832 roku został tajnym radcą prawnym i radcą w ministerstwie sprawiedliwości z zadaniem rewizji prawodawstwa i zarządzania systemem sprawiedliwości w pruskiej prowincji Nadrenii (niem. Rheinprovinz).
W 1834 roku został wybrany nadburmistrzem Berlina, funkcję tę objął 6 października i sprawował przez dwanaście lat – był wybierany ponownie w 1840 i 1846 roku. W obliczu rewolucji marcowej i żądań demonstrantów został odwołany 20 marcowej 1848 roku i opuścił urząd na początku lipca 1848 roku. Krausnick otrzymał emeryturę i jednocześnie został tajnym radcą (niem. Geheime(r) Oberregierungsrat) w ministerstwie handlu, rzemiosła i robót publicznych.
W 1850 roku Krausnick został ponownie wybrany na dwanaście lat nadburmistrzem Berlina. Za jego kadencji uporządkowano finanse miasta, wprowadzono etaty dla urzędników i nauczycieli, usprawniono straż pożarną i służby oczyszczania miasta, zbudowano pierwszą gazownię, wzniesiono wiele szkół, kościołów, szpitali i sierocińców. W 1861 roku przyłączono do Berlina tereny na północy: Wedding, Gesundbrunnen i Moabit. W okresie urzędowania Krausnicka liczba mieszkańców Berlina zwiększyła się o 300 tys. a przychody kasy miejskiej wzrosły z 800 tys. do 3 milionów talarów (niem. Reichstaler).
W 1862 roku Krausnick przedstawił ponownie swoją kandydaturę na urząd nadburmistrza, która jednak nie została zaakceptowana i Krausnick został uroczyście pożegnany z urzędu. W 1865 roku współzałożył Stowarzyszenie dla Historii Berlina (niem. Verein für die Geschichte Berlins).
Krausnick zmarł 14 grudnia 1882 roku w Berlinie.

## Nagrody, członkostwa i odznaczenia
- 1854 – dożywotni członek pruskiej Izby Panów (niem. Herrenhaus)[2]
- 1860 – doktor honoris causa uniwersytetu berlińskiego[2]
- 1861 – Kamandor Orderu Domowego Hohenzollernów[2]
- 1861 – z rozkazu Wilhelma I Hohenzollerna jednej z ulic w Spandau nadano imię Krausnicka[2]